# Jisa-ye Kelarabad
Jisa-ye Kelarabad (em persa: جيساكلاراباد, também romanizada como Jīsā-ye Kelārābād; também conhecida como Jīsā-ye Pā’īn e Jīsā-ye Soflá) é uma aldeia do distrito rural de Kelarabad, no condado de Abbasabad, da província de Mazandaran, Irã.
No censo de 2006, sua população era de 204 habitantes, em 59 famílias.